# Manuel Parra Pozuelo
Manuel Parra Pozuelo (Socuéllamos, 5 de septiembre de 1942 - Alicante, 10 de septiembre de 2023) fue un poeta y escritor español. Era Licenciado en Filosofía y Letras por la Universidad de Murcia y ejerció de catedrático de lengua y literatura española en el IES Jorge Juan de Alicante. Sus últimos trabajos poéticos los publicaba en numerosas revistas virtuales e impresas, entre otras, en Voces y en Auca, de cuyo grupo literario era coordinador. Obtuvo numerosos premios literarios, entre los que cabe destacar el primer premio y la flor natural de los Juegos Florales de Ciudad Real (1963), el premio Vicente Mojica (1992) o el premio Amantes de Teruel (1993). Además, publicó estudios de crítica literaria y crónicas históricas, entre los que destacan los trabajos sobre Pedro Lezcano Montalvo, Juan Alcaide Sánchez o Miguel Hernández.

## Obra poética
- Si tanto los amé, por qué no profanarlos (1993)
- Pentalogía del vino de Socuéllamos (1994)
- Mi voz en otros cantos (1994)
- Socuéllamos de otro tiempo. Sus trabajos y sus días en imágenes y versos (2001)
- El vulnerado silbo indestructible (2003)
- Suma y sigue (2011)
- Corporales y sórdidos (2013)

## Crítica literaria
- Algunos de los nuestros (2006)
- Miguel Hernández: una nueva visión (2010)
- En torno a Miguel Hernández (2012)

## Crónicas históricas
- Historia de la Federación de Enseñanza de CCOO del País Valenciano (1998)
- La resistencia antifranquista y las Comisiones Obreras del País Valenciano (2007)

## Enlaces
- (obras digitalizadas en la Biblioteca Virtual Miguel de Cervantes)